# 瓦恩蘭 (科羅拉多州)
瓦恩蘭（英語：Vineland）是位於美國科羅拉多州普韋布洛縣的一個人口普查指定地區。

## 地理
瓦恩蘭的座標為38°14′44″N 104°27′34″W / 38.24556°N 104.45944°W，而該地最高點為海拔高度1401米（即4646英尺）。

## 人口
根據2010年美國人口普查的數據，瓦恩蘭的面積為1.467平方千米，均爲陸地。當地共有人口251人，而人口密度為每平方千米171人。